# Santa Maria delle Grazie
Bazylika Santa Maria delle Grazie w Mediolanie. Autorem projektu kościoła był Guiniforte Solari. Prace nad budową kościoła rozpoczęto w późnych latach 80. XV wieku i kontynuowano przebudowę w latach 90. tego wieku. Świątynia typu bazylikowego, korpus 3-nawowy (długi i niski) powstał już w latach 60. W kościele Donato Bramante zastosował swoje ulubione motywy architektoniczne wynikające z zamiłowania do formy dośrodkowej – prezbiterium i transept zakończył półkolami, a wokół kopuły umieścił galerię otwartą arkadami na zewnątrz. Kopułę na poligonalnym bębnie wieńczy smukła latarnia (cecha charakterystyczna dla Bramantego). Wnętrze Santa Maria delle Grazie charakteryzuje się lekkością i jasnością. Geometryczne wzory, jak malowane rozetowe okna, są podporządkowane klarowności dyspozycji przestrzennej.
W bazylice znajduje się fresk Leonarda da Vinci Ostatnia Wieczerza i kwadratowa mozaika (120 m) przedstawiająca Matkę Bożą. 
Nocą 15 sierpnia 1943 roku bomby zrzucone przez brytyjskie i amerykańskie samoloty uszkodziły kościół. Ściana zawierająca Ostatnią wieczerzę nie została zniszczona, gdyż była zabezpieczona workami z piaskiem.
22 czerwca 1993 roku papież Jan Paweł II podniósł kościół do godności bazyliki mniejszej.